# Aposites lanaticollis
Aposites lanaticollis là một loài bọ cánh cứng trong họ Cerambycidae.